# Heliocopris cuneifer
Heliocopris cuneifer là một loài bọ cánh cứng trong họ Bọ hung (Scarabaeidae).